# A級戦犯合祀問題
A級戦犯合祀問題（えーきゅうせんぱんごうしもんだい）とは、第二次世界大戦後の連合国による極東国際軍事裁判（東京裁判）において、拘置中に死亡、ないし刑の執行ないし刑期中に死亡した者について、靖国神社の祭神として合祀されていることに関する論争。

## 問題の経緯
第二次世界大戦後の極東国際軍事裁判（東京裁判）において処刑された人々（特にA級戦犯。ただし、合祀問題における「A級戦犯」には、判決前に死去した、つまり無罪の推定を受ける人物も含まれる。この点については昭和天皇は判決前に病死した松岡洋右と有罪判決後に獄中で病死した白鳥敏夫を同列に問題視している）が、1978年（昭和53年）10月17日に「昭和殉難者」（国家の犠牲者）として靖国神社に合祀されていた事実が、1979年（昭和54年）4月19日朝日新聞によって報道され国民の広く知るところとなった。
戦前に軍国主義の立場から利用されたと国会答弁でも指摘された靖国神社が、A級戦犯を「昭和殉難者」と称して祭神として合祀しており、「国策を誤り、植民地支配と侵略によって、多くの国々、とりわけアジア諸国の人びとに対して多大の損害と苦痛を与えた」とした1995年（平成7年）8月15日の日本社会党の村山富市内閣総理大臣（首相）談話（村山談話）に基づいた政府見解に反するとして問題視する意見がある。靖国神社は国家機関ではなく一宗教法人であり、靖国神社自体が政府見解に従う義務はないが、政府高官が靖国神社に参拝することを村山談話との関係で問題視する者もいる。靖国神社そのものを問題視しない立場でも、戦死者を祀るのが本義である靖国神社に東条英機ら戦争責任者が合祀されるのをよしとしない者もいる（昭和天皇がこの立場であったという説がある。後述）。
また、天皇の靖国神社親拝は昭和天皇による1975年（昭和50年）11月21日が最後となっている。この理由については、昭和天皇がA級戦犯の合祀に不快感をもっていたとの意見が指摘されていた。最後の親拝は合祀の三年前であるが、昭和天皇は親拝を毎年行っていたわけではない（後述）。
なお戦後に日本および東アジア全域で実施された戦犯法廷でBC級戦争犯罪として有罪を宣告され処刑された約1,000名については＜昭和殉難者＞として靖国神社に合祀されている。

## 天皇の親拝停止
昭和天皇は、戦後は数年置きに計8度、靖国神社に親拝したが、1975年11月21日を最後に親拝が行われなくなり、昭和天皇も天皇在位中親拝を行わなかった。この理由については、昭和天皇がA級戦犯の合祀に不快感をもっていたことを理由とする主張（合祀は1978年（昭和53年）10月17日であり、昭和天皇親拝停止三年後である。）と1975年当時の三木武夫首相が同年の終戦の日の参拝の後、「総理としてではなく、個人として参拝した」と発言した事を理由とする主張とがあった。昭和天皇が合祀に不快感をもっていたことを記録した「富田メモ」や、内容を裏付ける『卜部亮吾侍従日記』に基づき、松岡洋右と白鳥敏夫の合祀が天皇の親拝を妨げていたと考える説もある。
なお、天皇の靖国神社への親拝が行われなくなった後も、例大祭の勅使参向と内廷以外の皇族の参拝は行われている。

### 富田メモの発見
2006年（平成18年）7月20日に、1988年（昭和63年）当時の宮内庁長官であった富田朝彦が昭和天皇の発言・会話をメモしていた手帳に、昭和天皇がA級戦犯の松岡洋右と白鳥敏夫の合祀に不快感をもっていたことを示す発言をメモしたものが残されていた、と日本経済新聞の1面で報道された。このメモ（富田メモ）は、富田朝彦の遺族が保管していた手帳に貼り付けてあったものである。以下、そのメモの記述の一部を示す。
「松岡」とは、松岡洋右元外務大臣、「白取」とは、白鳥敏夫元駐イタリア大使、「筑波」とは、靖国神社宮司で1966年（昭和41年）に旧厚生省からA級戦犯の祭神名票を受け取りながら合祀しなかった筑波藤麿を指すと推察される。1965年6月30日の靖国神社の総代会で合祀する方針が決定されたが、合祀の時期は宮司に一任された。総代会で戦時中の大東亜相の青木一男が強く推したのが合祀論の始まりだという。合祀論者は「合祀しないと東京裁判の結果を認めたことになる」「戦争責任者として合祀しないとなると神社の責任は重い」と主張したという（徳川義寛『侍従長の遺言』180～181頁）。当時の宮司であった筑波藤麿は「ご方針に従う。時期は慎重に考慮したい」と引き取り、結局任期中に合祀を行わなかった。「筑波が慎重に対処してくれた」とは、このことを指すと考えられる。
「松平」とは終戦直後の最後の宮内大臣であった松平慶民、「松平の子」とは慶民の長男で1978年にA級戦犯の合祀を決断した当時の靖国神社宮司、松平永芳を指すと推察される。
昭和天皇は東京裁判の正当性を認めていなかったが、三国軍事同盟から南部仏印進駐、太平洋戦争開戦と戦争への道を推進した人物と、戦争への道を止めることが出来なかったことにより道義的責任を負っている人物を区別しており、「富田メモ」で名前が挙がる形で特に批判されているのが松岡洋右、白鳥敏夫で東条英機の名前が挙がっていないことの理由も以上の理由である。
昭和天皇はA級戦犯の13人をすべて嫌っていたわけではない。しかし、戦争責任があると思っている松岡や白鳥の合祀に強く憤りを覚え、また自身の道義的な責任を強く自覚しながら日本の再建に取り組んでいたことから、道義的責任に無自覚なままA級戦犯を合祀してしまった感覚に立腹したものと思われる。

#### 卜部亮吾侍従日記
『朝日新聞』2007年4月26日朝刊で、翌4月27日には『読売新聞』・『毎日新聞』・『日本経済新聞』主要各紙は朝刊で、皇室の広報を担当した元侍従の卜部亮吾の日記（卜部亮吾侍従日記）が公開されたと報じた上で「A級戦犯合祀が直接の原因で天皇は靖国神社参拝を取りやめたという富田メモの事実が、あらためて確認された」と報じた。各紙は、『卜部亮吾侍従日記』のうち次の部分を紹介した。
- 1988年4月28日の日記には「お召しがあったので吹上へ 長官拝謁のあと出たら靖国の戦犯合祀と中国の批判・奥野発言のこと」との記述があった。
- 2001年7月31日の日記には「靖国神社の御参拝をお取り止めになった経緯 直接的にはA級戦犯合祀が御意に召さず」との記述があった。
- 2001年8月15日の日記には「靖国合祀以来天皇陛下参拝取止めの記事 合祀を受け入れた松平永芳（宮司）は大馬鹿」との記述があった。

### 富田メモ研究委員会による最終報告
「富田メモ」（日記、手帳）について、日本経済新聞社が設置した社外有識者を中心に構成する「富田メモ研究委員会」は2007年4月30日、最終報告をまとめた（以下、「」内は同記事よりの引用）。
同委員会は2006年（平成18年）10月から、計11回の会合を重ねメモ全体を検証した。その結果「これまで比較的多く日記などが公表されてきた侍従とは立場が異なる宮内庁トップの数少ない記録で、昭和史研究の貴重な史料だ」と評価。特に2006年7月、日本経済新聞が報じたA級戦犯靖国合祀に不快感を示した昭和天皇の発言について「他の史料や記録と照合しても事実関係が合致しており、不快感以外の解釈はあり得ない」と結論付けた。岡崎久彦のように「終戦直後の昭和天皇は『連合国にとっては戦犯だが日本にとっては忠臣』と言っておられた」とメモの真実性に疑問を呈する声もあったが、この最終報告以降メモの信憑性自体を疑う声は消えたと言ってよい。
また昭和天皇が靖国参拝に対し、「明治天皇のお決（め）になって（「た」の意か）お気持を逸脱するのは困る」（1988年（昭和63年）5月20日）と発言したのを書いた部分も発見され、同委員会は「昭和天皇が靖国神社の合祀のあり方について、明治天皇の創建の趣旨とは異なっているとの疑問を抱いていたのではないか」と判断した。
最終的に「富田メモ」は、富田家が公的機関への寄託などを検討している。

## 合祀されているA級（およびBC級）戦犯
靖国神社に合祀されているA級（およびBC級）戦犯は以下の13人である（松井石根はBC級戦争犯罪として訴追･判決されており本来の意味でA級戦犯ではない）。
- 氏名は50音順にソートされる。刑死/病死の欄でソートすると元の順序に戻る。没年齢は満年齢である。

| 氏名       | 所属/階級    | 役職歴/地位                              | 判決     | 刑死/病死                               | 没年月日       | 没年齢 |
| ---------- | ------------ | ---------------------------------------- | -------- | --------------------------------------- | -------------- | ------ |
| 東條英機   | 陸軍大将     | 内閣総理大臣・陸軍大臣                   | 絞首刑   | 刑死                                    | 1948年12月23日 | 64歳   |
| 広田弘毅   | （外交官）   | 内閣総理大臣・外務大臣・駐ソヴィエト大使 | 絞首刑   | 刑死                                    | 1948年12月23日 | 71歳   |
| 土肥原賢二 | 陸軍大将     | 奉天特務機関長                           | 絞首刑   | 刑死                                    | 1948年12月23日 | 65歳   |
| 板垣征四郎 | 陸軍大将     | 支那派遣軍総参謀長                       | 絞首刑   | 刑死                                    | 1948年12月23日 | 63歳   |
| 木村兵太郎 | 陸軍大将     | ビルマ方面軍司令官                       | 絞首刑   | 刑死                                    | 1948年12月23日 | 60歳   |
| 松井石根   | 陸軍大将     | 中支那方面軍司令官                       | 絞首刑   | 刑死                                    | 1948年12月23日 | 70歳   |
| 武藤章     | 陸軍中将     | 陸軍省軍務局長                           | 絞首刑   | 刑死                                    | 1948年12月23日 | 56歳   |
| 白鳥敏夫   | （外交官）   | 駐イタリア大使                           | 終身刑   | 刑期中に病死                            | 1949年6月3日   | 61歳   |
| 小磯国昭   | 陸軍大将     | 内閣総理大臣・朝鮮総督                   | 終身刑   | 刑期中に病死                            | 1950年11月3日  | 69歳   |
| 梅津美治郎 | 陸軍大将     | 関東軍司令官・陸軍参謀総長               | 終身刑   | 刑期中に病死                            | 1949年1月8日   | 67歳   |
| 東郷茂徳   | （外交官）   | 外務大臣・駐ドイツ／駐ソヴィエト大使     | 禁固20年 | 刑期中に病死                            | 1950年7月23日  | 67歳   |
| 永野修身   | 元帥海軍大将 | 海軍大臣・海軍軍令部総長                 | ―        | 戦犯指定を受け起訴されたが 判決前に病死 | 1947年1月5日   | 64歳   |
| 松岡洋右   | （外交官）   | 外務大臣・南満洲鉄道総裁                 | ―        | 戦犯指定を受け起訴されたが 判決前に病死 | 1946年6月27日  | 66歳   |